# Stop Bloody Energy
Le projet Stop Bloody Energy est une initiative mondiale des entreprises énergétiques ukrainiennes visant à refuser d'acheter des ressources énergétiques russes et à coopérer avec la Russie dans le secteur de l'énergie en raison de sa guerre contre l'Ukraine. Le projet a été lancé par la société privée DTEK de Rinat Akhmetov et les sociétés publiques Naftogaz et Ukrenergo.

## Réception en Ukraine
Le président ukrainien Volodymyr Zelensky a soutenu le projet, appelant les entreprises occidentales à imposer un embargo sur le pétrole et le gaz russes′[réf. à confirmer].
« En achetant du pétrole et du gaz russes, vous financez les meurtres d'Ukrainiens. Agir de manière plus décisive. Il y en a assez pour alimenter la machine militaire russe", a déclaré le président Zelensky dans un télégramme officiel.
Le maire de Marioupol, Vadym Boychenko, a soutenu le projet et a appelé les pays de l'UE à renforcer les sanctions contre la Russie, y compris un embargo complet sur le pétrole et le gaz russes pour arrêter le génocide des Ukrainiens.

## Réception dans le monde
L'envoyée spéciale du Premier ministre du Royaume-Uni Catherine Meyer a soutenu l'initiative des entreprises ukrainiennes sur l'inadmissibilité de la coopération avec la Russie dans le secteur de l'énergie.
Le 29 avril 2022, lors d'une invasion russe à grande échelle de l'Ukraine, des centaines de personnes ont manifesté devant le bureau d'Engie dans le cadre de Stop Bloody Energy. Les manifestants voulaient mettre fin aux contrats gaziers avec la Russie et cesser de donner de l'argent à un pays qui soutient le terrorisme.
Le 24 mai 2022, lors du Forum économique mondial de Davos, des dizaines de militants ukrainiens et européens ont pris part à l'initiative Stop Bloody Energy contre le secteur de l'énergie qui, malgré l'agression armée, a continué à opérer en Russie et à acheter des ressources énergétiques russes.
Le 31 mai, l'Union européenne a approuvé un sixième paquet de sanctions contre la Russie à la suite de l'invasion russe de l'Ukraine. Les sanctions liées à l'énergie font également partie du sixième paquet. En particulier, l'UE interdit l'achat, l'importation ou le transport de pétrole brut et de certains produits pétroliers de la Russie vers l'UE. La durée prévue du retrait progressif du pétrole russe est de 6 mois pour le pétrole brut à 8 mois pour les autres produits pétroliers. Une exemption temporaire est accordée aux États membres de l'UE qui dépendent de l'approvisionnement en pétrole russe en raison de leur emplacement et qui n'ont pas d'autres bonnes options. Ces pays peuvent importer du pétrole brut par pipeline.